# 311 (număr)
311 (trei sute unsprezece) este numărul natural prim care urmează după 310 și precede pe 312.
Numărul este alcătuit din trei cifre, dintre care două cifre sunt egale cu 1, iar cifra nepereche este egală cu 3. În baza 10 numărul este scris ca 3*100+1*10+2*1.